# Jana Marinowa
Jana Marinowa (bulgarisch Яна Маринова, engl. Transkription Yana Marinova; * 17. August 1978 in Sofia) ist eine bulgarische Schauspielerin, Fernsehmoderatorin, Stuntfrau, Filmproduzentin und Model.

## Leben
Marinowa ist Absolventin der Sportschule Slavia und trainierte zehn Jahre lang Leichtathletik. Sie erhielt eine höhere Wirtschaftsausbildung an der Universität für National- und Weltwirtschaft. Ihre Schauspielausbildung erhielt sie am Lee Strasberg Theatre and Film Institute in Los Angeles. Ihren Master of Fine Arts erhielt sie im Fach Theater an der NBU. Sie ist Mitglied des AlphaStunt Teams. Marinowa heiratete im Alter von 22 Jahren im Jahr 2010 den Stuntman und Schauspieler Tichomir Wintschew. Die beiden sind Eltern eines Sohnes. Sie übernimmt außerdem Tätigkeiten als Model und tritt seit Jahren als Gesicht mehrerer Garnier-Werbespots in Erscheinung.
Nationale Bekanntheit erlangte sie durch die Darstellung von Seriencharakteren. 2007 übernahm sie eine sehr freizüge Nebenrolle in dem Tierhorrorfernsehfilm Lake Placid 2. Daneben übernahm sie auch Stunts oder war als Stundouble in den Filmen Die Echelon-Verschwörung von 2009, The Way Back – Der lange Weg von 2010, Conan von 2011 und 300: Rise of an Empire von 2014. 2019 zeigte sie sich freizügig in dem Spielfilm Bullets of Justice und stellte gemeinsam mit Timur Turisbekov expliziten Sex dar.
2018 produzierte sie den Spielfilm Attraction, wofür sie auch für das Drehbuch verantwortlich war. 2019 folgte in Eigenproduktion der Spielfilm Wildlings. Zurzeit befindet sie sich in der Produktion der Filme In the Heart of the Machine und Under the Dark.
Marinowa ist als Fernsehmoderatorin oder als Teilnehmerin verschiedener Formate im bulgarischen Fernsehen präsent. 2008 nahm sie an einer Ausgabe der bulgarischen Version des Formats Survivor teil. Sie moderierte unter anderen 2013 die Castingshow Glasat na Bulgaria bestehend aus 31 Ausgaben. 2020 durfte sie in einer Ausgabe der bulgarischen Version des Musikformats The Masked Singer als Gastjurorin auftreten.

## Filmografie (Auswahl)

### Schauspiel
- 2004: Hotel Bulgaria (Fernsehserie)
- 2007: Lake Placid 2 (Fernsehfilm)
- 2009: Die unglaubliche Reise des Sir Francis Drake (The Immortal Voyage of Captain Drake) (Fernsehfilm)
- 2009: Sabranena Ljubow (Fernsehserie, Episode 2x34)
- 2009: Star Runners (Fernsehfilm)
- 2009: Lasko – Die Faust Gottes (Fernsehserie, Episode 1x01)
- 2009: Die Doomsday Gleichung (Annihilation Earth) (Fernsehfilm)
- 2010–2011: Staklen dom ("Haus aus Glas", Fernsehserie, 28 Episoden)
- 2011: Undercover (Fernsehserie, 3 Episoden)
- 2012: Nightbreakers – Vampire Nation (True Bloodthirst)
- 2013: Supercollider
- 2013–2014: Familiata (Fernsehserie, 34 Episoden)
- 2014: Living Legends
- 2014: Sniper: Legacy
- 2015: XIa
- 2015: Hitchhiking for Diamonds (Kurzfilm)
- 2015–2016: Liaisons (Fernsehserie, 19 Episoden)
- 2016: Labirinty lyubvi
- 2017: Security
- 2017: Family BG (Kurzfilm)
- 2018: Attraction
- 2018–2019: Prespav (Fernsehserie, 13 Episoden)
- 2019: Bullets of Justice
- 2019: Pelikanblut
- 2019: Wildlings
- 2020: Action
- 2020: Last Call
- 2020: Picture Perfect Royal Christmas (Fernsehfilm)
- 2020: A Walk Through Life 360°

### Stunts
- 2009: Die Echelon-Verschwörung (Echelon Conspiracy)
- 2009: Direct Contact
- 2009: Ninja
- 2010: The Way Back – Der lange Weg (The Way Back)
- 2011: Conan (Conan the Barbarian)
- 2012: Assassin’s Bullet – Im Visier der Macht (Assassin’s Bullet)
- 2012: Branded
- 2014: 300: Rise of an Empire

### Produzentin
- 2018: Attraction (auch Drehbuch)
- 2019: Wildlings

## Fernsehtätigkeit
- 2008: Survivor (Fernsehsendung, Episode 3x01)
- 2010: Shouto na Slavi (Fernsehsendung)
- 2013: Glasat na Bulgaria (Fernsehsendung, 31 Episoden, Moderation)
- 2020: The Masked Singer: Bulgaria (Fernsehsendung, Episode 2x08, Gastjurorin)